# Château de Montrifaud
Le château de Montrifaud est situé sur la commune d'Issy-l'Évêque en Saône-et-Loire.

## Historique
Le château, propriété de la commune, est inscrit au titre des monuments historiques depuis le 29 octobre 1990.